# Aïn Makhlouf
Ain Makhlouf là một đô thị thuộc tỉnh Guelma, Algérie. Dân số thời điểm năm 2002 là 11.018 người.